# Aplidium glabrum
Aplidium glabrum är en sjöpungsart som först beskrevs av Addison Emery Verrill 1871.  Aplidium glabrum ingår i släktet Aplidium och familjen klumpsjöpungar. Arten har ej påträffats i Sverige. Inga underarter finns listade i Catalogue of Life.